# Leszcze (gmina Kłodawa)
Leszcze – wieś w Polsce położona w województwie wielkopolskim, w powiecie kolskim, w gminie Kłodawa.
W latach 1975–1998 miejscowość należała administracyjnie do województwa konińskiego.
Na terenie wsi Leszcze znajduje się archiwum rdzeni geologicznych i próbek geologicznych Centralnego Archiwum Geologicznego oraz Centrum Edukacyjno-Konferencyjnego Państwowego Instytutu Geologicznego. Usytuowane od 1949 r. na terenie dawnego majątku ziemskiego, w którego skład wchodziły obok dworu i parku jeszcze budynki gospodarcze. W dworku powstała izba pamięci generała Tadeusza Kutrzeby, który jako dowódca Armii „Poznań” stacjonował tu w 7 września 1939 r. Jest to jedyny taki obiekt o charakterze zabytkowym wykorzystywany przez Narodowe Archiwum Geologiczne PIG.
W l. 2020–2024 na terenie wsi trwa budowa nowoczesnego kompleksu budynków, w których ma mieścić się centralny magazyn próbek geologicznych, magazyn rdzeni wiertniczych i budynek analityczno-laboratoryjny. Otwarcie przewidywano na rok 2023.
W 2024 r. dworku Janczewskich w Leszczach odbył się koncert fortepianowy Jakuba Kuszlika w ramach V Festiwalu Kłodawskie Dwory.